# 1907-es magyar asztalitenisz-bajnokság
Az 1907-es magyar asztalitenisz-bajnokság a harmadik magyar bajnokság volt. A bajnokságot április 25. és 28. között rendezték meg Budapesten, a MAFC helyiségében (Rákóczi út 9/b.).

## Eredmények
| Versenyszám  | Arany              | Arany | Ezüst             | Ezüst | Bronz                    | Bronz |
| ------------ | ------------------ | ----- | ----------------- | ----- | ------------------------ | ----- |
| Férfi egyéni | László Albert MAFC |       | Freund Dezső MAFC |       | Horner Jenő Budapesti AK |       |